# Björnbärsfly
Björnbärsfly, Grammodes stolida, är en fjärilsart som först beskrevs av Johan Christian Fabricius 1775.  Björnbärsfly ingår i släktet Grammodes och underfamiljen ordensflyn till familjen Näbbflyn. Inga underarter finns listade i Catalogue of Life.

## Utseende
Som imago är den omisskännlig. Den har ett vingspann på 30 till 36 millimeter, svartbruna framvingar som delas av, av ett rakt, brett ljusgult tvärband och ett smalare vågigt yttre ljusgult tvärband med ett yttre rödbrunt fällt. Den har mörka bakvingar med vitt diffust tvärband och en ljus fläck i bakhörnet.

## Utbredning
Den förekommer i Afrika, södra Europa, merparten av Asien och i Australien. Enstaka friflygande individer har observerats i centrala och norra Europa, så långt norrut som England, Danmark och Finland.
Arten förekommer tillfälligt i Sverige, men reproducerar sig inte.

## Bildgalleri

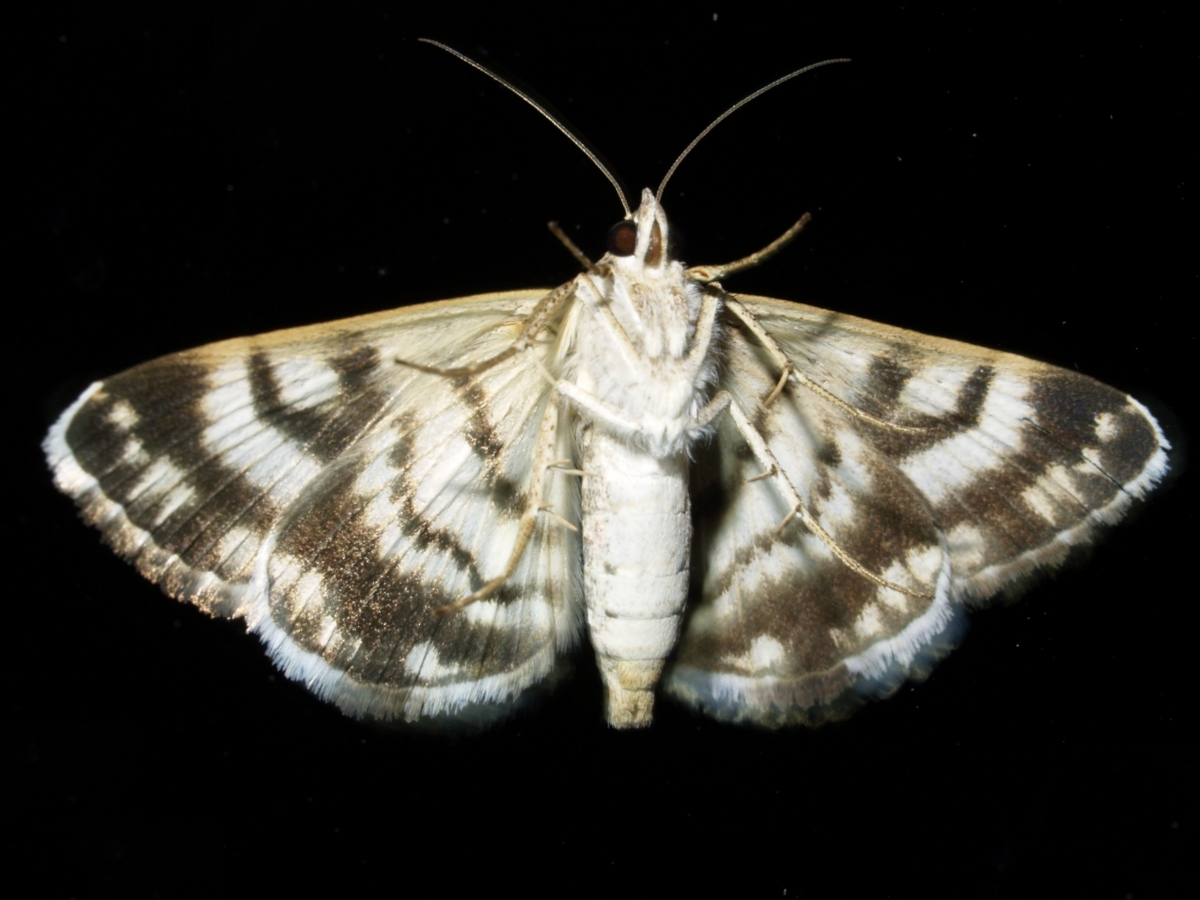
Imago fjäril, vingundersida
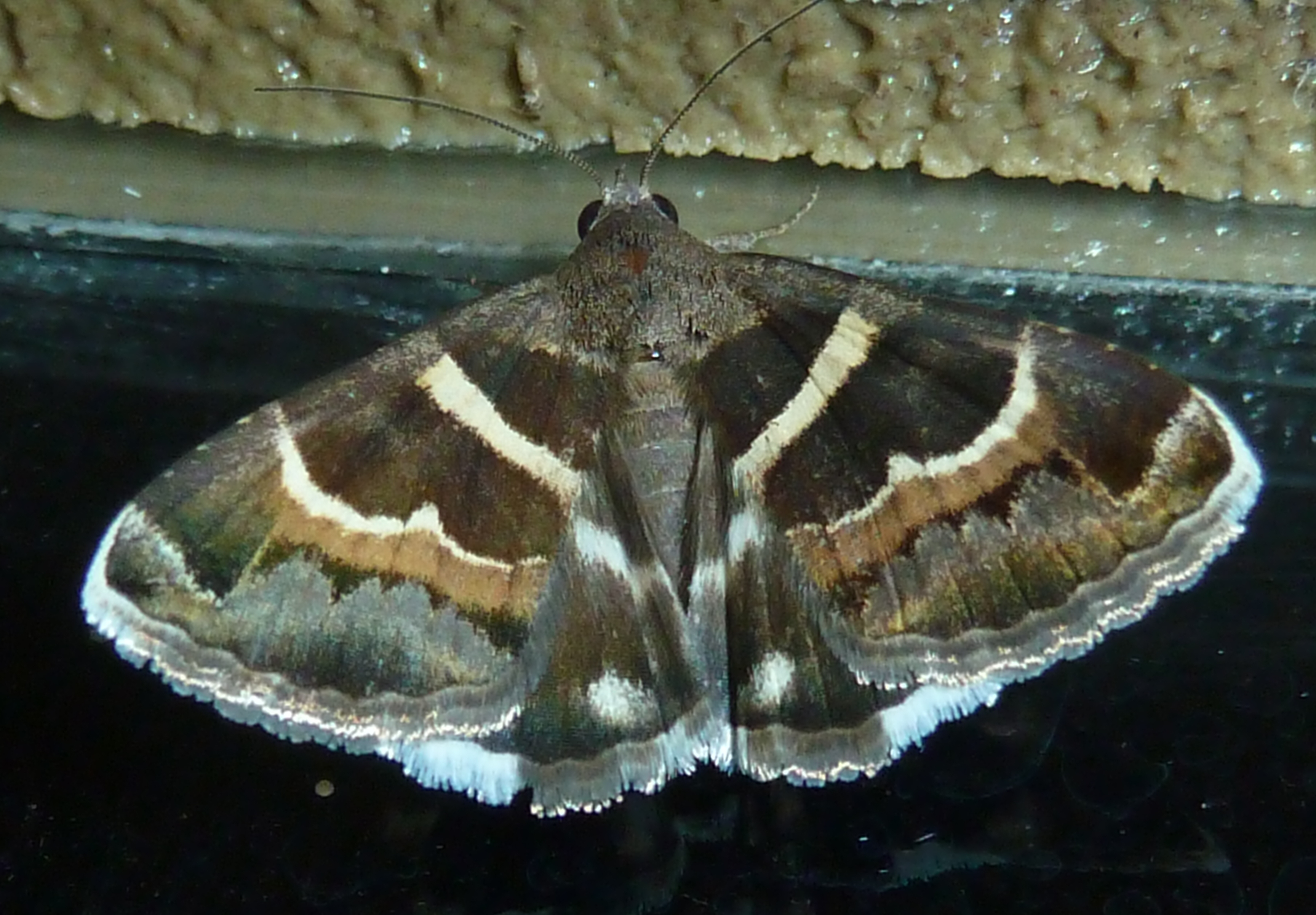
Imago fjäril, utbredda vingar
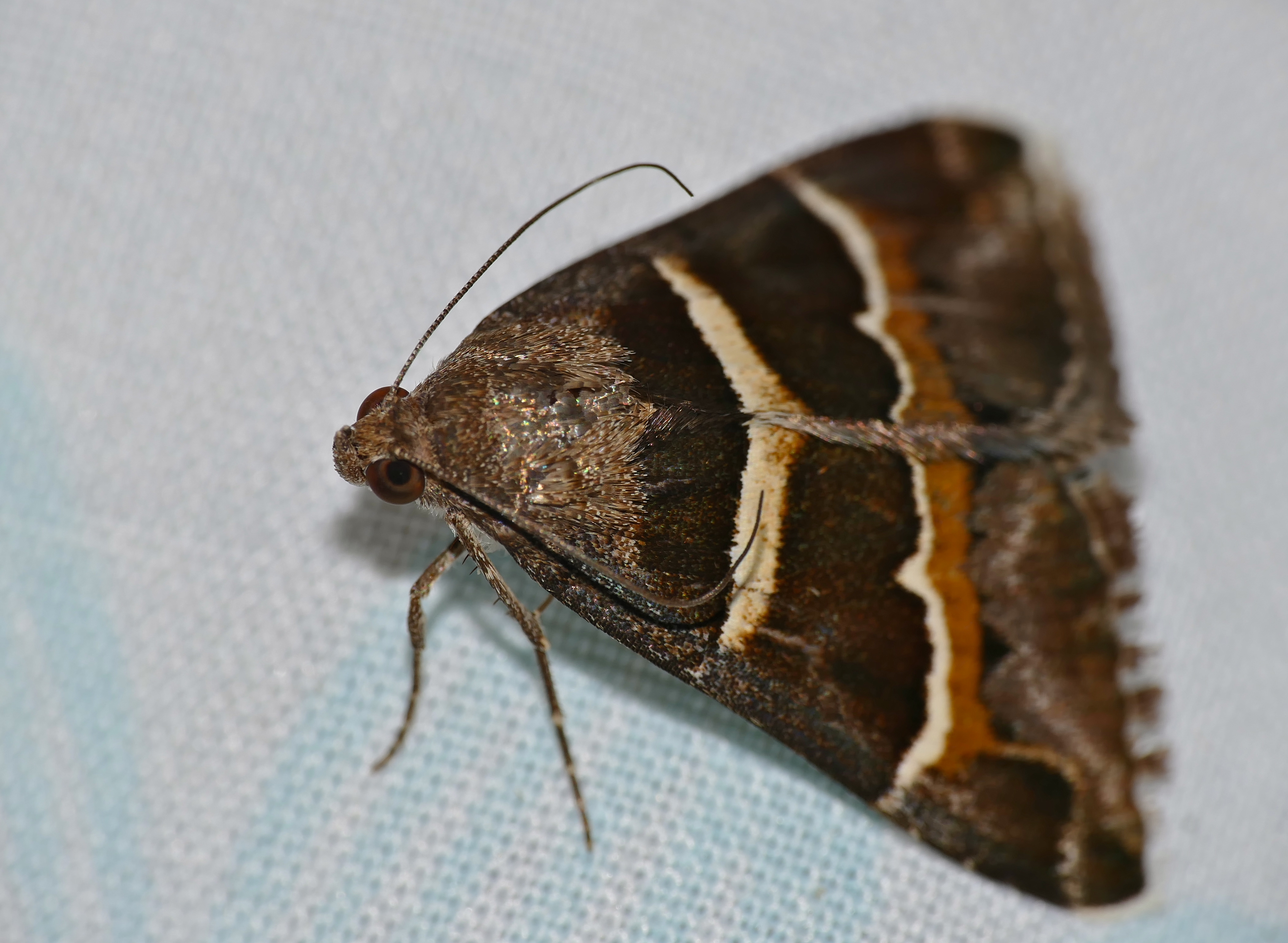
Imago fjäril, i vila